# Johan Weze
Johan Weze, född 1489, död 14 juni eller 13 november 1548, var ärkebiskop i Lunds stift 1522-1523 och sedan furstbiskop i Konstanz från 1537 till sin död.
Johan Weze föddes i staden Wesel. 1517-1518 fanns han i påvens kansli. Som protonotarius kom han 1521 till Danmark på uppmaning av Kristian II, i samband med undersökningen kring Kristians roll vid Stockholms blodbad. Kungen såg till att domkapitlet valde Johan Weze till ärkebiskop i 1522, sedan Didrik Slagheck avrättats. Däremot blev han inte stadfäst av påven. Under den korta tid Weze var ärkebiskop uträttades inte så mycket. Han kom utifrån och hade tvingats på domkapitlet. Kung Kristian utnyttjade Johan Weze även i världsliga sammanhang, och han fick Helsingborg som förläning.
När Kristian II fick lämna landet skickade han Johan Weze till Rom för att föra kungens och sin egen talan, men han motarbetades av sina fiender. Han sattes i fängelse för att inte betalat sina skulder, men lyckades bli frisläppt. Han lyckades smita från Rom och deltog som kungens förhandlare vid det misslyckade försöket att få Kristian återinsatt som kung. Under de följande åren propagerade han för Kristians anspråk i Spanien, Holland, Tyskland och Rom, men utan att lyckas. När Kristian fängslades kom han i kejsarens tjänst. 1537 blev han abbot för ett rikt kloster och samma år furstbiskop i Konstanz.